# Oberthulba
Oberthulba er en købstad i Landkreis Bad Kissingen i Regierungsbezirk Unterfranken i den tyske delstat Bayern med godt 5.100 indbyggere.
Oberthulba ligger i regionen Main-Rhön.

## Inddeling
Oberthulba består af 8 bydele og landsbyer:
| - Frankenbrunn - Hassenbach - Hetzlos - Oberthulba | - Reith - Schlimpfhof - Thulba - Wittershausen |